# Бреховских, Леонид Максимович
Леони́д Макси́мович Бреховски́х (23 апреля [6 мая] 1917, д. Стрункино, Вологодская губерния — 15 января 2005, Москва) — выдающийся учёный в области физики, акустики океана, академик Академии наук СССР (1968; с 1991 — РАН), академик-секретарь Отделения океанологии, физики атмосферы и географии АН СССР, член Президиума АН СССР, советник Президиума РАН, директор Акустического института АН СССР, заведующий лабораторией Института океанологии им. Ширшова РАН. Герой Социалистического Труда. Лауреат Ленинской премии.

## Биография
Родился 23 апреля (6 мая) 1917 года в деревне Стрункино (ныне — Вилегодский район Архангельской области) в многодетной крестьянской семье, был одиннадцатым ребёнком в семье.
В 1929 году окончил четырёхлетнюю школу, а в следующем году уехал к старшему брату Феодосию в город Красноуральск Свердловской области. Там в 1934 году окончил восьмилетнюю школу и после летних подготовительных курсов в том же году поступил на физико-математический факультет Пермского государственного университета. Окончил его с отличием в 1939 году и поступил в аспирантуру Физического института им. П. Н. Лебедева АН СССР. В октябре 1941 года защитил диссертацию на соискание учёной степени кандидата физико-математических наук на тему: «Рассеяние рентгеновских лучей в кристаллах».
C наступившей Великой Отечественной войной начал работать в группе члена-корреспондента (впоследствии академика) АН СССР Н. Н. Андреева над созданием методов и средств защиты кораблей от немецких акустических мин. В 1947 году защитил докторскую диссертацию по теории распространения звуковых и электромагнитных волн в слоистых средах. В 1948 году за цикл работ, изложенных в его диссертации, он был удостоен премии имени академика Н. Д. Папалекси. В 1951 году за открытие подводного звукового канала ему и другим участникам коллектива (Л. Д. Розенберг, Н. И. Сигачев, Б. И. Карлов) была присуждена Сталинская премия первой степени.
В 1953 году был утверждён в звании профессора Московского государственного университета имени М. В. Ломоносова и избран членом-корреспондентом АН СССР. В 1954—1980 годах работал в Акустическом институте АН СССР.
В 1968 году был избран действительным членом (академиком) АН СССР, в 1969 — стал академиком-секретарём Отделения океанологии, физики атмосферы и географии АН СССР, которым бессменно руководил до конца 1991 года.
С 1975 по 1998 годы заведовал кафедрой «Физика гидрокосмоса» Московского физико-технического института.
В 1980 году организовал и до 1992 года возглавлял в Институте океанологии им. П. П. Ширшова АН СССР отдел акустики океана.
Жил в Москве. Умер 15 января 2005 года. Похоронен на Троекуровском кладбище в Москве.

## Семья
- Братья Леонида Максимовича Бреховских:
  - Бреховских, Серафим Максимович (1910—1995),
  - Бреховских, Феодосий Максимович (1903—1965).

## Награды и премии
- Указом Президиума Верховного Совета СССР от 5 мая 1987 года за большие заслуги в развитии советской науки, подготовку научных кадров и в связи с семидесятилетием со дня рождения академику Леониду Максимовичу Бреховских присвоено звание Героя Социалистического Труда с вручением ордена Ленина и золотой медали «Серп и Молот».
- Награждён тремя орденами Ленина (1971, 1975, 1987), орденом Трудового Красного Знамени (1963), российским орденом «За заслуги перед Отечеством» III степени (1997), медалями (среди которых Большая золотая медаль Джона Рэлея Института акустики Великобритании (1978) и медаль Уолтера Манка Международного океанографического общества (1997).
- Сталинская премия первой степени (1951).
- Ленинская премия (1970).
- Государственная премия СССР (1976).
- Благодарность Президента Российской Федерации (4 июня 1999 года) — за большой вклад в развитие отечественной науки, многолетний добросовестный труд и в связи с 275-летием Российской академии наук[3].
- Международная Премия имени Карпинского фонда Альфреда Топфера (1986, Германия).

## Память
В его честь названа гора Бреховских в Атлантическом океане во время плавания НИС «Академик Николай Страхов» (координаты: 14°51′ с. ш. 48°44′ з. д.).